# チカウム駅

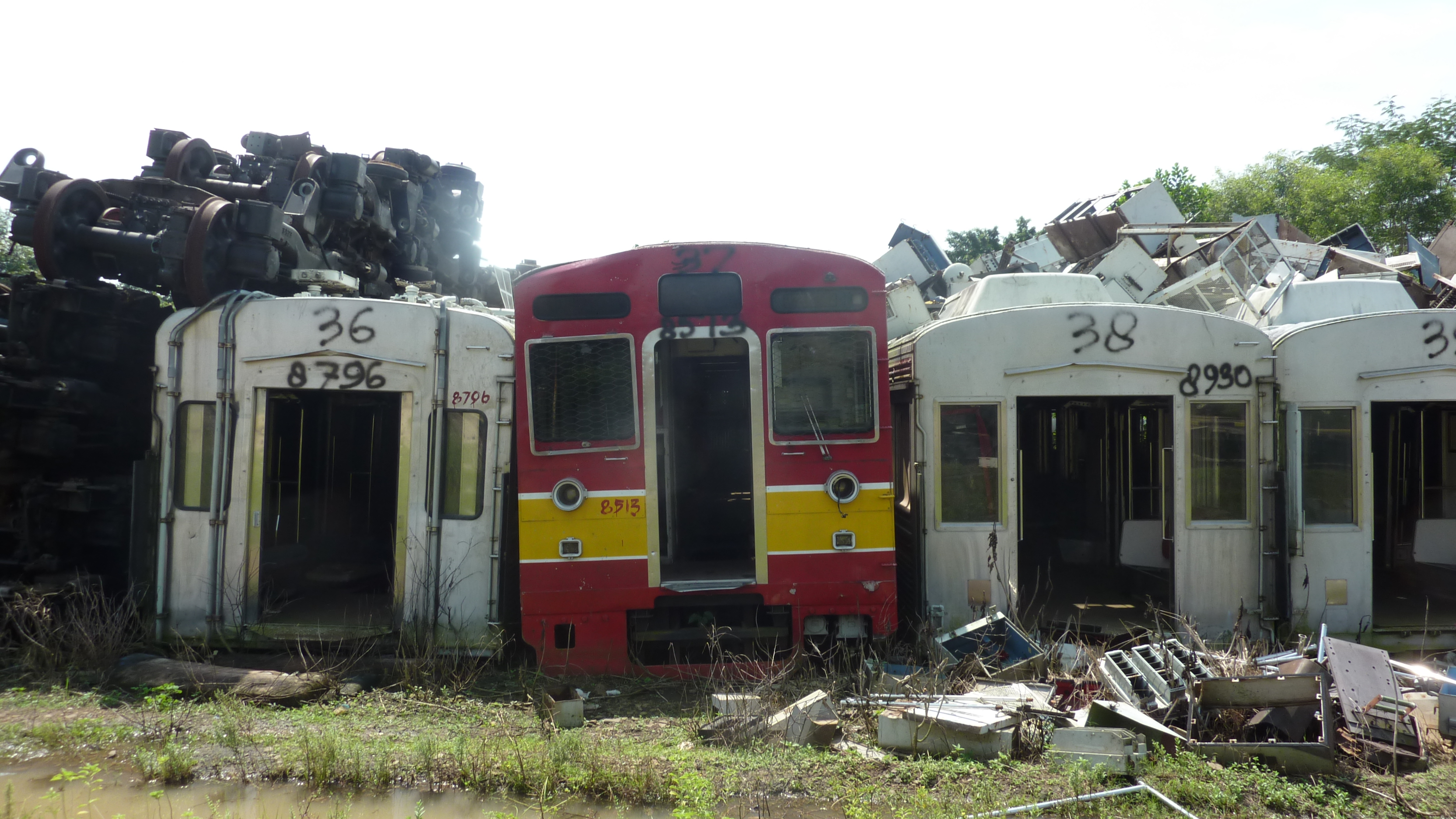
チカウムで放棄された日本のKRL

チカウム駅（チカウムえき、インドネシア語: Stasiun Cikaum、CKM）は、インドネシアのジャカルタコタ駅から110キロメートルほど離れている場所にあるチカンペック・チルボン線の小規模鉄道駅。 西チカウムにある。海抜35mに位置する。直線の線路として2番線と3番線の4つの鉄道線がある構造となっている。2019年現在は、休止駅となっており、旅客列車は全て通過している。入るためには、駅係員に許可を取る必要がある。
ホームの横には、160両以上の廃車車両が廃棄されていて、2013年に引退したインドネシア国鉄Rheostatik電車のほか、日本からの譲渡車両も数多くある。

## 概要
現在この駅は、 KRLエグゼクティブの PT KCJとPT KAIが2009年に輸入したAC KRLを上下させる場所でもある。 少なくとも80〜100 AC KRLユニットがこのステーションに送信された。 KRLは、駅の北にある空のフィールドに保存されている。
他のKRL漂白サイトは、 Purwakartaステーション 、つまりPT KAIが所有するKRL Economic KRLおよびAC KRL漂白施設（2009年以前に輸入または製造されたKRL）にある。 2017年の終わりには2009年以降に輸入されたPT Kereta Commuter Indonesia（KCI）が所有するKRLはすべて、チカウム駅に積み上げられ、完全に削除された。一方、2009年以前に輸入されたPT KAIが所有するKRLはまだ残っており、KRL DepokおよびPurwakartaステーションのデポでPT KAIが所有する他のKRLですぐに完全に削除される予定である。
インダストリ・クレタ・アピによって生産された多くの古いKRL列車もこの駅で保管されている。